# Зомбита
„Зомбита“ (на английски: Zombies) е американски музикален и танцов оригинален филм на „Дисни Ченъл“, който е излъчен премиерно на 16 февруари 2018 г. Филмът е базиран на неизлъчения пилот „Зомбита и мажоретки“ от Дейвид Лайт и Джоузеф Расо, и участват Майло Манхейм и Мег Донъли, които играят съответно зомби играчът на футбол Зед и човешката мажоретка Адисън, които се запознават и се влюбват, които трябва да водят съотвените си групи, за да съжителстват един на друг.
„Зомбита“ е най-успешният филм за „Дисни Ченъл“ след премиерата му; филмът получава повече от две или половина милиона гледания по време на премиерата му през февруари 2018 г. Филмът получава смесени отзиви, които похвалиха режисурата, позитивните съобщения и песни, но критикуваха сюжета. Поредицата, който се поражда от филма, доведе до издаването на едно продължение – „Зомбита 2“, който е излъчен премиерно на 14 февруари 2020 г. Третият и последен филм – „Зомбита 3“, е излъчен премиерно по „Дисни+“ на 15 юли 2022 г., преди да се излъчи по „Дисни Ченъл“ на 12 август 2022 г.

## Актьорски състав
- Майло Манхейм – Зед
- Мег Донъли – Адисън
- Тревър Торджман – Бъки
- Кайли Ръсел – Елиза
- Карла Джефри – Брий
- Кингстън Фостър – Зоуи
- Джеймс Годфри – Бонзо
- Наоми Шиекус – мис Лий
- Джонатан Лангдън – Треньорът
- Пол Хопкинс – Дейл
- Мери Уорд – Миси
- Тони Напо – Зевън
- Емилия Маккарти – Лейси
- Мики Нгуен – Трейси
- Джазмин Рене Томас – Стейси

## Продукция
Продукцията на филма започна през 2017 г. Филмът е заснет в Торонто в повече от 10 седмици.

## Продължения
През февруари 2019 г. е обявено, че продължението на „Зомбита“ премина в продукцията със завръщащите се звезди, режисьор и сценарист, а снимките се провеждат през пролетта на 2019 г. Продукцията за продължението през май 2019 г., докато Пиърс Джоза, Чандлър Кини и Ариел Мартин се присъединяват към актьорския състав за филма. Премиерата на „Зомбита 2“ на 14 февруари 2020 г. Третият и последен филм – „Зомбита 3“ е обявен на 22 март 2021 г., и е заснет в Торонто през пролетта. През май 2022 г. е съобщено, че премиерата на филма ще е на 15 юли 2022 г. като оригинален филм на услугата „Дисни+“, и че „Дисни Ченъл“ ще излъчи премиерно филма на 12 август.

## В България
В България филмът е излъчен по локалната версия на Дисни Ченъл на 26 май 2018 г.